# Stazione di Wakefield Westgate
La stazione di Wakefield Westgate (in inglese: Wakefield Westgate railway station) è la principale stazione ferroviaria di Wakefield in Inghilterra.

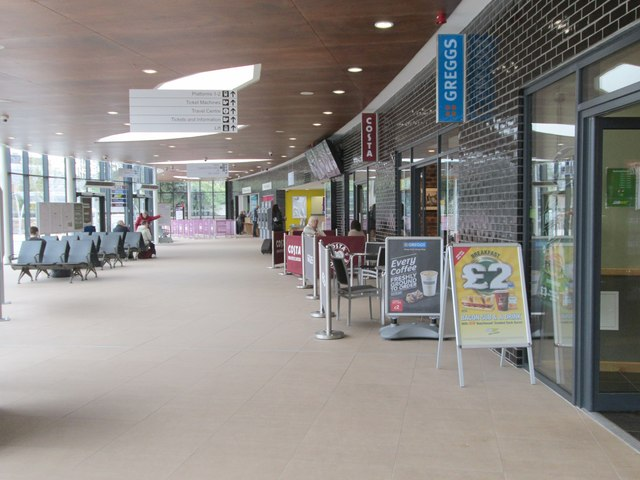
Concourse